# Ebertidia haderonides
Ebertidia haderonides là một loài bướm đêm trong họ Noctuidae.